# CDP-4-deidro-6-deossiglucosio reduttasi
La CDP-4-deidro-6-deossiglucosio reduttasi è un enzima appartenente alla classe delle ossidoreduttasi, che catalizza la seguente reazione:
CDP-4-deidro-3,6-dideossi-D-glucosio + NAD(P)+ + H2O ⇄ CDP-4-deidro-6-deossi-D-glucosio + NAD(P)H + H+
L'enzima è costituito da due proteine. Una genera un addotto, legato all'enzima, del CDP-4-deidro-6-deossiglucosio con la piridossammina fosfato, nella quale il gruppo 3-idrossilico è stato rimosso. La seconda catalizza la riduzione dell'addotto da parte del NAD(P)H ed il rilascio del CDP-4-deidro-3,6-dideossi-D-glucosio e della piridossammina fosfato.